# Орошение Кашкадарьинской области

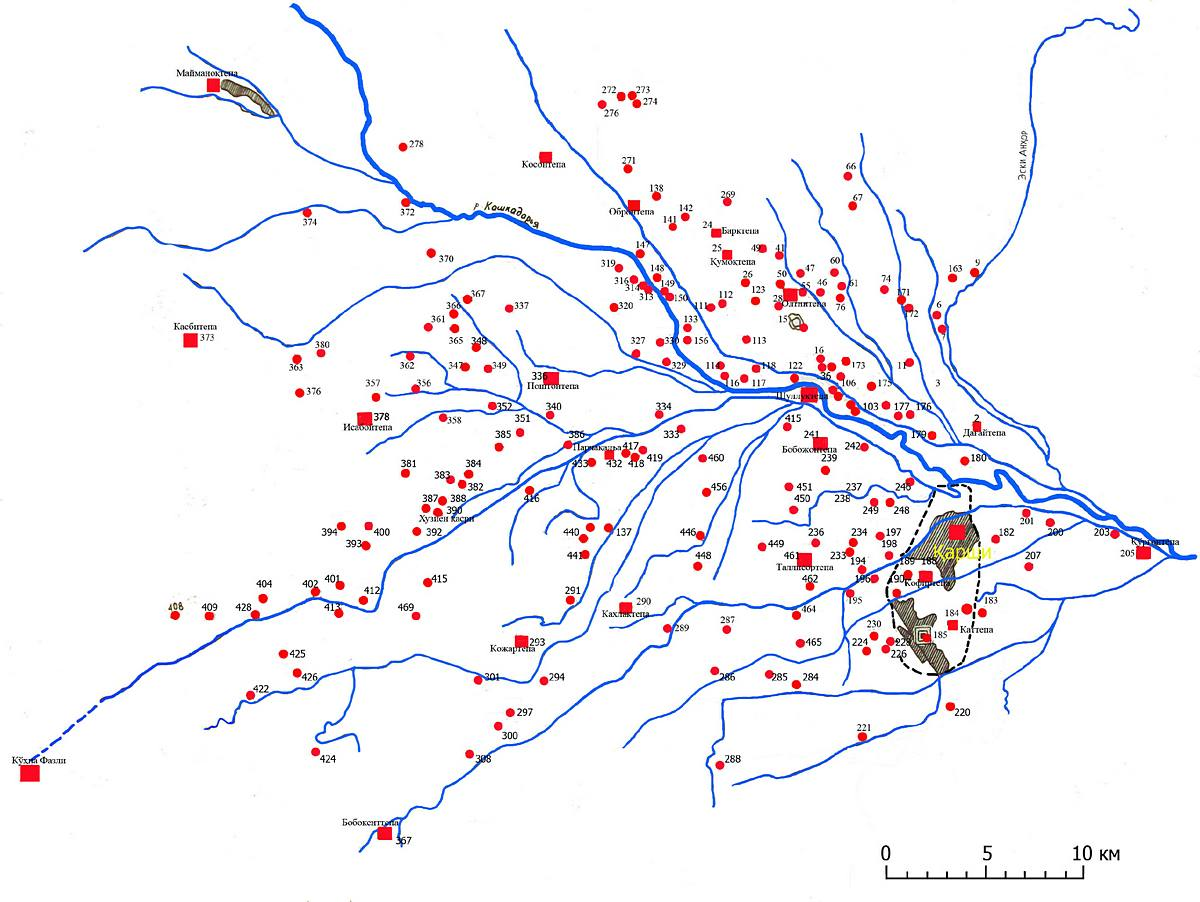
Орошение Кашкадарьинской области

Орошение Кашкадарьинской области — Кашкадарья, вторая по величине река исторической области Согдианы, с древнейших времен создала благоприятное условие для формирования и развития древнеземледельческих культур региона. Искусственное орошение Каршинского оазиса начинается ниже от современного кишлака Ханабад. Отсюда выводятся несколько больших арыков по левому и по правому берегов Кашкадарьи. Эти же арыки практически охватывают все орошаемые земли Каршинского оазиса.
С Кургантепа (средневековая Фархурдиза), расположенного по правому берегу Кашкадарьи начинается «Косон арик». До середины 70-годов XX века, до строительства Каршинского магистрального канала, этот арык доходил до города Касана. В настоящее время некоторые остатки этого арыка сохранились в начале кишлака Бойтерак.
В письменных источниках XV—XVI вв. упоминается арык Амтади Калон, протекавший к северу от Нахшаба.
Амтади Калон — древнее название «Косон арика». Амтади Калон орошал земли средневековых кишлаков около кишлака Паргуза, затем поселение Пирон (Дагайтепа) и Шайхалитепа. После Шайхалитепа арык течет через города Рагсарсана (Алтынтепа), Мудан (Мудинтепа) и поворачивают на запад в сторону кишлака Пудина, где существовали средневековые поселения Бадьяна и Тадьяна. Потом арык течет через городище Шахри Хайбар (средневековый Охурон) и доходит до города Касана.
Амтади Калон видимо был магистральным каналом, поскольку от него выводили несколько мелких арыков, которые позже сохранились под названиями Шербек арык, Булмас арык, Пулати арык, Актепа арык и т. д.
Около кишлака Ханабад, по левому берегу Кашкадарьи, начинается другой магистральный канал, который позже называется «Бешкент арык». Бешкент арык имел пять протоков и эти протоки практически охватывают все земли вокруг современного города Карши.
В письменных источниках XV—XVI вв. упоминается арык Жуйи Барин. Нет сомнения, что Жуйи Барин является древним названием «Бешкент арыка». Самый северный проток Жуйи Барина до сегодняшнего дня сохранился под названием канала Анхор, которой течет в 600 м севернее городища Карши, через махаллю Чакар.
Второй проток существовал под названием арыка Айрум. Его остатки в настоящее время сохранились к югу от здания Областного управлении внутренних дел и Областного хокимията, где построены фонтаны. По письменным источникам XV—XVI вв. продолжение Айрум арыка протекало по южным окраинам Кофиртепа, по городищу Губдин (Таллисортепа), Фиджакас (Тешиктепа, Кахлактепа)и Кожар (Кожартепа).
Другой проток арыка Айрум протекал через кишлак Кат к сторону городища Калъайи Зохаки Морон.
В письменных источниках XV—XVI вв. упоминается арык Шиблиота. Название арыка близко к современному названию кишлака Шилви. Этот арык обеспечивал водой кишлаки Қоратепа, Шилви, Дашт, Файзиобод и т. д.
В целом, древние арыки Кашкадарьинского оазиса обеспечивали и охватывали все орошаемые земли древнего Южного Согда и играли решающую роль в жизни предков.